# Veselin Penev
Veselin Penev (tiếng Bulgaria: Веселин Пенев; sinh 11 tháng 8 năm 1982) là một cầu thủ bóng đá Bulgaria, hiện tại thi đấu cho Beroe Stara Zagora ở vị trí hậu vệ trái.

## Sự nghiệp
Penev khởi đầu sự nghiệp ở Stara Zagora cùng với đội bóng địa phương Beroe. Anh được nuôi dưỡng bởi đội trẻ Beroe Stara Zagora. Từ năm 2003 đến năm 2006, anh thi đấu cho Naftex Burgas. Anh ký hợp đồng với Chernomorets vào tháng 6 năm 2006 theo dạng chuyển nhượng tự do từ Naftex Burgas.

## Danh hiệu

### Câu lạc bộ
Beroe
- Cúp bóng đá Bulgaria (1): 2013
- Siêu cúp bóng đá Bulgaria (1): 2013